# جيسون سميث (لاعب كرة سلة)
جيسون سميث (بالإنجليزية: Jason Smit) مواليد 20 أكتوبر 1974، هو لاعب كرة سلة أسترالي سابق بدأ مسيرته الاحترافية في سنة 1995. يبلغ طوله 6 قدم 4 بوصة (1.9 م). اعتزل اللعب في 2009.

## فرق لعب لها
- فيكتوريا يبرتاس بيزارو

## روابط خارجية
- جيسون سميث على موقع الاتحاد الدولي لكرة السلة (الإنجليزية)
- جيسون سميث على موقع كرة السلة الأوروبية.كوم (الإنجليزية)
- جيسون سميث على موقع ريلجم (الإنجليزية)
- جيسون سميث على موقع بروبوليرز (الإنجليزية)
- جيسون سميث على موقع سبورتس رفرنس (الإنجليزية)
- جيسون سميث على موقع أوليمبيديا (الإنجليزية)